# Kardjali (oblast)
Pour le chef-lieu, voir Kardjali.
L'oblast de Kardjali est l'un des 28 oblasts (« province », « région », « district ») de Bulgarie. Son chef-lieu est la ville de Kardjali (en bulgare : Кърджали):85.

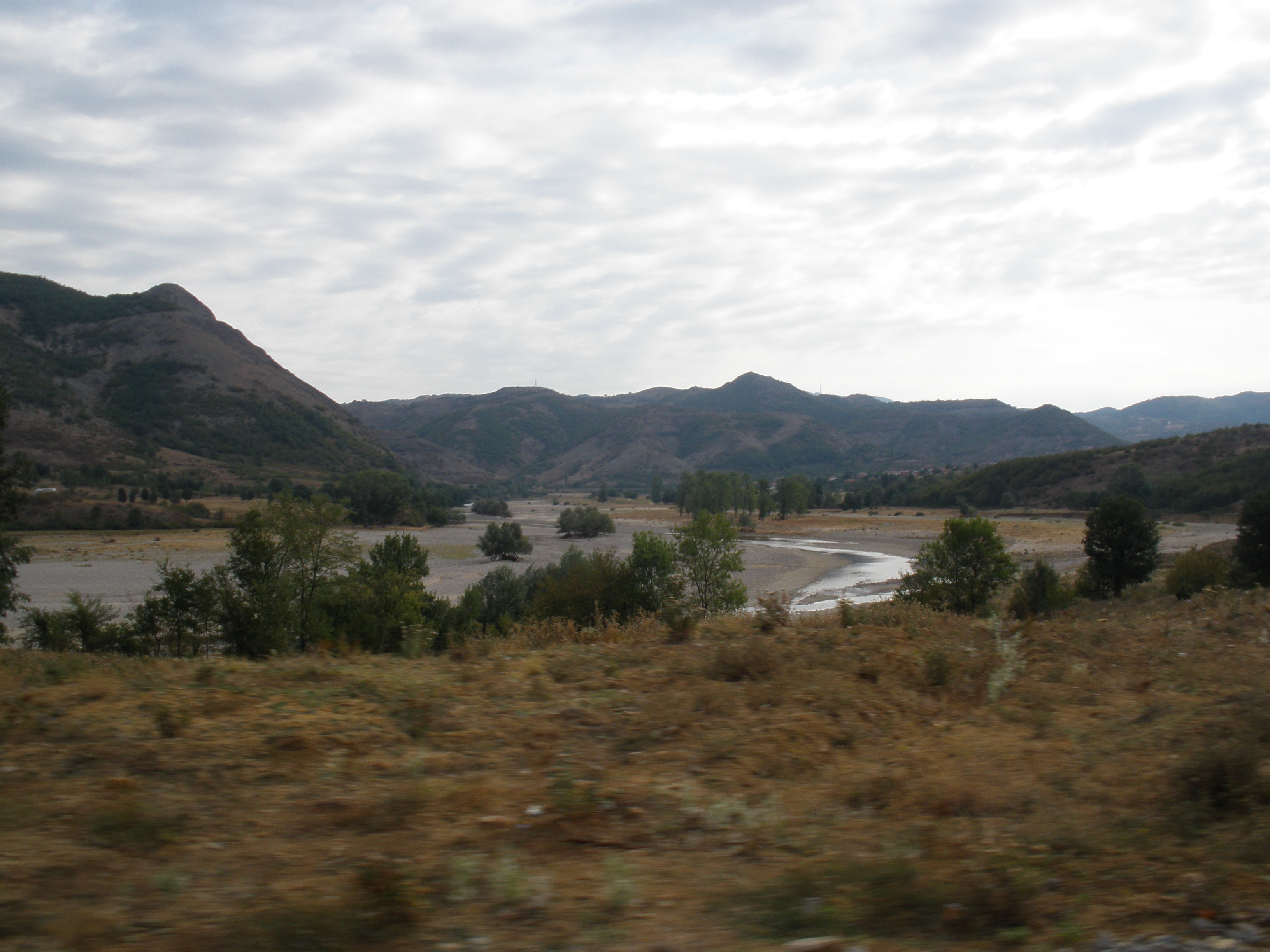
Vallée de la rivière Varbitsa

## Géographie
La superficie de l'oblast est de 3 209,1 km2.

## Démographie
Lors d'un recensement récent, la population s'élevait à 149 661 habitants, soit une densité de population de 46,6 hab./km2[réf. nécessaire]. Ethniquement, Kardjali (en turc : Kırcaali) est la province la plus turque de Bulgarie:63, 85.

## Administration
L'oblast est administré par un "gouverneur régional" (en bulgare Областен управител) ·dont le rôle est plus ou moins comparable à celui d'un préfet de département en France. Le gouverneur actuel (depuis août 2009) est Mme Ivanka Taouchanova.

## Subdivisions

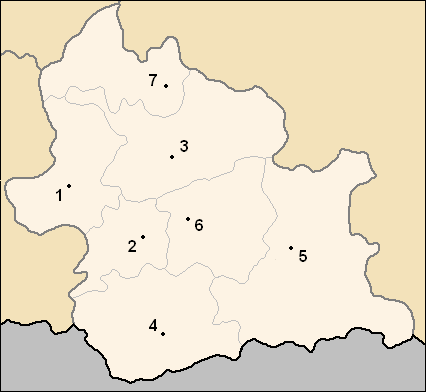
(1) Ardino ; (2) Djebel ; (3) Kirkovo ; (4) Momtchilgrad ; (5) Kroumovgrad ; (6) Kardjali ; (7) Tchernootchene

L'oblast regroupe 7 municipalités (en bulgare, община – obchtina – au singulier, Общини – obchtini – au pluriel), au sein desquelles chaque ville et village conserve une personnalité propre.

## Liste détaillée des localités
Les noms de localités en caractères gras ont le statut de ville (en bulgare : град, translittéré en grad). Les autres localités ont le statut de village (en bulgare : село translittéré en selo).
Les noms de localités s'efforcent de suivre, dans la translittération en alphabet latin, la typographie utilisée par la nomenclature bulgare en alphabet cyrillique, notamment en ce qui concerne l'emploi des majuscules (certains noms de localités, visiblement formés à partir d'adjectifs et/ou de noms communs, ne prennent qu'une majuscule) ou encore les espaces et traits d'union (ces derniers étant rares sans être inusités). Chaque nom translittéré est suivi, entre parenthèses, du nom bulgare original en alphabet cyrillique.

### Ardino (obchtina)
L'obchtina d'Ardino groupe 1 ville - Ardino - et 52 villages :
Akhryansko (Ахрянско) ·
Ardino (Ардино) ·
Avramovo (Аврамово) ·
Bachevo (Башево) ·
Baïtchevo (Байчево) ·
Bistrogled (Бистроглед) ·
Bogatino (Богатино) ·
Borovitsa (Боровица) ·
Brezen (Брезен) ·
Byal izvor (Бял извор) ·
Dedino (Дедино) ·
Doïrantsi (Дойранци) ·
Dolno Prakhovo (Долно Прахово) ·
Dyadovtsi (Дядовци) ·
Enyovtché (Еньовче) ·
Garbichté (Гърбище) ·
Glavnik (Главник) ·
Golobrad (Голобрад) ·
Gorno Prakhovo (Горно Прахово) ·
Iskra (Искра) ·
Jaltoucha (Жълтуша) ·
Khromitsa (Хромица) ·
Kitnitsa (Китница) ·
Kroyatchevo (Кроячево) ·
Latinka (Латинка) ·
Lénichté (Ленище) ·
Levtsi (Левци) ·
Lyubino (Любино) ·
Mak (Мак) ·
Mletchino (Млечино) ·
Mousevo (Мусево) ·
Padina (Bulgarie) (Падина) ·
Paspal (Паспал) ·
Pesnopoï (Песнопой) ·
Pravdolyub (Правдолюб) ·
Ribartsi (Рибарци) ·
Rodopsko (Родопско) ·
Rousalsko (Русалско) ·
Sedlartsi (Седларци) ·
Sintchets (Синчец) ·
Spolouka (Сполука) ·
Sransko (Срънско) ·
Star Tchitak (Стар Читак) ·
Stoyanovo (Стояново) ·
Soukhovo (Сухово) ·
Svetoulka (Светулка) ·
Tarna (Търна) ·
Tarnoslivka (Търносливка) ·
Tchernigovo (Чернигово) ·
Tchervena skala (Червена скала) ·
Tchoubrika (Чубрика) ·
Temenouga (Теменуга) ·
Yabalkovets (Ябълковец)

### Djebel (obchtina)
L'obchtina de Djebel regroupe 1 ville - Djebel - et 47 villages :
Albantsi (Албанци) ·
Brejana (Брежана) ·
Chterna (Щерна) ·
Djebel (Джебел) ·
Dobrintsi (Добринци) ·
Douchinkovo (Душинково) ·
General Gechevo (Генерал Гешево) ·
Iliïsko (Илийско) ·
Jalti rid (Жълти рид) ·
Jaltika (Жълтика) ·
Jeladovo (Желъдово) ·
Kamenyané (Каменяне) ·
Kazatsité (Казаците) ·
Kontil (Контил) ·
Kouptsité (Купците) ·
Kozitsa (Козица) ·
Lebed (Bulgarie) (Лебед) ·
Michevsko (Мишевско) ·
Modren (Модрен) ·
Mrejitchko (Мрежичко) ·
Oustren (Устрен) ·
Ovtchevo (Овчево) ·
Paprat (Папрат) ·
Plazichté (Плазище) ·
Podvrakh (Подвръх) ·
Polyanets (Полянец) ·
Pototché (Поточе) ·
Pripek (Припек) ·
Rat (Рът) ·
Ridino (Ридино) ·
Rogozari (Рогозари) ·
Rogoztché (Рогозче) ·
Rojdensko (Рожденско) ·
Sipets (Сипец) ·
Skalina (Скалина) ·
Slantchogled (Слънчоглед) ·
Sofiïtsi (Софийци) ·
Tarnovtsi (Търновци) ·
Tchakaltsi (Чакалци) ·
Tcherechka (Черешка) ·
Teltcharka (Телчарка) ·
Tsarkvitsa (Църквица) ·
Tsvyatovo (Цвятово) ·
Tyutyuntché (Тютюнче) ·
Valkovitch (Вълкович) ·
Velikdentché (Великденче) ·
Vodenitcharsko (Воденичарско) ·
Yamino (Ямино)

### Kardjali (obchtina)
L'obchtina de Kardjali groupe 1 ville - Kardjali - et 117 villages :
Ayrovo (Айрово) ·
Bagra (Багра) ·
Bachtino (Бащино) ·
Beli plast (Бели пласт) ·
Blenika (Бленика) ·
Boïno (Бойно) ·
Bojak (Божак) ·
Bolyartsi (Болярци) ·
Broch (Брош) ·
Byala polyana (Бяла поляна) ·
Byalka (Бялка) ·
Chiroko polé (Широко поле) ·
Dajdino (Дъждино) ·
Dajdovnitsa (Дъждовница) ·
Dangovo (Дънгово) ·
Dobrinovo (Добриново) ·
Dolichté (Долище) ·
Dolna krepost (Долна крепост) ·
Entchets (Енчец) ·
Gaskovo (Гъсково) ·
Glavatartsi (Главатарци) ·
Gloukhar (Глухар) ·
Gnyazdovo (Гняздово) ·
Golyama bara (Голяма бара) ·
Gorna krepost (Горна крепост) ·
Ilinitsa (Илиница) ·
Ivantsi (Иванци) ·
Jinzifovo (Жинзифово) ·
Jitarnik (Житарник) ·
Kalinka (Bulgarie) (Калинка) ·
Kaloyantsi (Калоянци) ·
Kamenartsi (Каменарци) ·
Kardjali (Кърджали) ·
Khodjovtsi (Ходжовци) ·
Kobilyané (Кобиляне) ·
Kokitché (Кокиче) ·
Kokochané (Кокошане) ·
Konevo (Конево) ·
Kostino (Костино) ·
Kraïno selo (Крайно село) ·
Krin (Крин) ·
Krouchevska (Крушевска) ·
Krouchka (Крушка) ·
Kyosevo (Кьосево) ·
Lavovo (Лъвово) ·
Lisitsité (Лисиците) ·
Lyulyakovo (Люляково) ·
Madrets (Мъдрец) ·
Maïstorovo (Майсторово) ·
Makedontsi (Македонци) ·
Martino (Мартино) ·
Miladinovo (Миладиново) ·
Most (Bulgarie) (Мост) ·
Mourgovo (Мургово) ·
Nenkovo (Ненково) ·
Nevestino (Невестино) ·
Okhlyuvets (Охлювец) ·
Opaltchensko (Опълченско) ·
Orechnitsa (Орешница) ·
Ostrovitsa (Островица) ·
Padartsi (Пъдарци) ·
Pantchevo (Панчево) ·
Penyovo (Пеньово) ·
Pepelichté (Пепелище) ·
Perperek (Перперек) ·
Petlino (Петлино) ·
Povet (Повет) ·
Prileptsi (Прилепци) ·
Propast (Пропаст) ·
Rani list (Рани лист) ·
Rezbartsi (Резбарци) ·
Ridovo (Ридово) ·
Roudina (Рудина) ·
Sedlovina (Седловина) ·
Sestrinsko (Сестринско) ·
Sevdalina (Севдалина) ·
Sipeï (Сипей) ·
Skalichté (Скалище) ·
Skalna glava (Скална глава) ·
Skarbino (Скърбино) ·
Snejinka (Снежинка) ·
Sokolsko (Соколско) ·
Sokolyané (Соколяне) ·
Solichté (Солище) ·
Sredinka (Срединка) ·
Staro myasto (Старо място) ·
Strakhil voïvoda (Страхил войвода) ·
Strajevtsi (Стражевци) ·
Stremovo (Стремово) ·
Stremtsi (Стремци) ·
Svatbaré (Сватбаре) ·
Tatkovo (Татково) ·
Tchegantsi (Чеганци) ·
Tcherechitsa (Черешица) ·
Tcherna skala (Черна скала) ·
Tchernyovtsi (Черньовци) ·
Tchiflik (Чифлик) ·
Tchilik (Чилик) ·
Topoltchané (Тополчане) ·
Tri mogili (Три могили) ·
Tsarevets (Царевец) ·
Varbentsi (Върбенци) ·
Velechani (Велешани) ·
Vichegrad (Вишеград) ·
Visoka (Висока) ·
Visoka polyana (Висока поляна) ·
Volovartsi (Воловарци) ·
Yarebitsa (Яребица) ·
Yastreb (Ястреб) ·
Zaïtchino (Зайчино) ·
Zelenikovo (Зелениково) ·
Zimzelen (Зимзелен) ·
Zornitsa (Зорница) ·
Zvanika (Звъника) ·
Zvantché (Звънче) ·
Zvezdelina (Звезделина) ·
Zvezden (Звезден) ·
Zvinitsa (Звиница)

### Kirkovo (obchtina)
L'obchtina de Kirkovo groupe 73 villages :
Apriltsi (Априлци) ·
Barzeya (Бързея) ·
Benkovski (Бенковски) ·
Brégovo (Брегово) ·
Chipok (Шипок) ·
Choptsi (Шопци) ·
Choumnatitsa (Шумнатица) ·
Dedets (Дедец) ·
Delvino (Делвино) ·
Djerovo (Джерово) ·
Dobromirtsi (Добромирци) ·
Dolno Kapinovo (Долно Къпиново) ·
Domichté (Домище) ·
Drangovo (Дрангово) ·
Droujintsi (Дружинци) ·
Dryanova glava (Дрянова глава) ·
Dyulitsa (Дюлица) ·
Eroveté (Еровете) ·
Fotinovo (Фотиново) ·
Gorno Kapinovo (Горно Къпиново) ·
Gorno Kirkovo (Горно Кирково) ·
Gorski izvor (Горски извор) ·
Grivyak (Гривяк) ·
Kartchovsko (Кърчовско) ·
Kayaloba (Каялоба) ·
Khadjiïsko (Хаджийско) ·
Kirkovo (Кирково) ·
Kitna (Китна) ·
Kostourino (Костурино) ·
Koukouryak (Кукуряк) ·
Kozlevo (Козлево) ·
Kran (Bulgarie) (Кран) ·
Kremen (Кремен) ·
Krilatitsa (Крилатица) ·
Lozengradtsi (Лозенградци) ·
Maglené (Мъглене) ·
Malkotch (Малкоч) ·
Medevtsi (Медевци) ·
Metlitchina (Метличина) ·
Metlitchka (Метличка) ·
Mogilyané (Могиляне) ·
Nané (Нане) ·
Orlitsa (Орлица) ·
Ostrovets (Островец) ·
Parventsi (Първенци) ·
Parvitsa (Първица) ·
Plovka (Пловка) ·
Podkova (Подкова) ·
Preseka (Пресека) ·
Rastnik (Растник) ·
Samodiva (Самодива) ·
Samokitka (Самокитка) ·
Sekirka (Секирка) ·
Sredsko (Средско) ·
Stareïchino (Старейшино) ·
Starovo (Старово) ·
Stomantsi (Стоманци) ·
Strijba (Стрижба) ·
Svetlen (Светлен) ·
Tchakalarovo (Чакаларово) ·
Tchavka (Чавка) ·
Tchitchevo (Чичево) ·
Tchorbadjiïsko (Чорбаджийско) ·
Tikhomir (Тихомир) ·
Tsarino (Царино) ·
Valtchanka (Вълчанка) ·
Varben (Върбен) ·
Varli dol (Върли дол) ·
Yakovitsa (Яковица) ·
Yanino (Янино) ·
Zagorski (Загорски) ·
Zavoya (Завоя) ·
Zdravtchets (Здравчец)

### Kroumovgrad (obchtina)
L'obchtina de Kroumovgrad groupe 1 ville - Kroumovgrad - et 78 villages :
Avrén (Багрилци) ·
Bagriltsi (Багрилци) ·
Baratsi (Бараци) ·
Blagoun (Благун) ·
Boïnik (Бойник) ·
Bouk (Бук) ·
Bryagovets (Бряговец) ·
Dajdovnik (Дъждовник) ·
Devesilitsa (Девесилица) ·
Devesilovo (Девесилово) ·
Djanka (Джанка) ·
Doborsko (Доборско) ·
Dolna koula (Долна кула) ·
Dolni Yuroutsi (Долни Юруци) ·
Edrino (Едрино) ·
Egrek (Егрек) ·
Golyam Devesil (Голям Девесил) ·
Golyama Tchinka (Голяма Чинка) ·
Golyamo Kaményané (Голямо Каменяне) ·
Gorna koula (Горна кула) ·
Gorni Yuroutsi (Горни Юруци) ·
Gouliïka (Гулийка) ·
Gouliya (Гулия) ·
Grivka (Гривка) ·
Kaklitsa (Къклица) ·
Kalaïdjievo (Калайджиево) ·
Kamenka (Каменка) ·
Kandilka (Кандилка) ·
Katchoulka (Качулка) ·
Khisar (Хисар) ·
Khrastovo (Храстово) ·
Kojoukhartsi (Кожухарци) ·
Kotlari (Котлари) ·
Kovil (Ковил) ·
Krasino (Красино) ·
Kroumovgrad (Крумовград) ·
Lechtarka (Лещарка) ·
Limets (Лимец) ·
Loulitchka (Луличка) ·
Malak Devesil (Малък Девесил) ·
Malka Tchinka (Малка Чинка) ·
Malko Kaményané (Малко Каменяне) ·
Metlika (Bulgarie) (Метлика) ·
Moryantsi (Морянци) ·
Orechari (Орешари) ·
Ovtchari (Овчари) ·
Pachintsi (Пашинци) ·
Padalo (Падало) ·
Pelin (Пелин) ·
Perounika (Перуника) ·
Podroumtché (Подрумче) ·
Polkovnik Jelyazovo (Полковник Желязово) ·
Pototcharka (Поточарка) ·
Pototchnitsa (Поточница) ·
Ralitchevo (Раличево) ·
Ribino (Рибино) ·
Rogatch (Рогач) ·
Routcheï (Ручей) ·
Samovila (Самовила) ·
Sarnak (Сърнак) ·
Sbor (Сбор) ·
Siniger (Синигер) ·
Skalak (Скалак) ·
Sladkodoum (Сладкодум) ·
Slivarka (Сливарка) ·
Stari tchal (Стари чал) ·
Stouden kladenets (Студен кладенец) ·
Strajets (Стражец) ·
Strandjevo (Странджево) ·
Tchal (Чал) ·
Tchernitchevo (Черничево) ·
Tchernooki (Чернооки) ·
Tintyava (Тинтява) ·
Tokatchka (Токачка) ·
Topolka (Тополка) ·
Vransko (Bulgarie) (Вранско) ·
Zimornitsa (Зиморница) ·
Zlatolist (Златолист) ·
Zvanarka (Звънарка)

### Momtchilgrad (obchtina)
L'obchtina de Momtchilgrad groupe une ville, Momtchilgrad, et 48 villages :
Aousta (Ауста) ·
Bagryanka (Багрянка) ·
Balabanovo (Bulgarie) (Балабаново) ·
Bivolyané (Биволяне) ·
Devintsi (Девинци) ·
Djelepsko (Джелепско) ·
Droumtché (Друмче) ·
Gorsko Dyulévo (Горско Дюлево) ·
Grouevo (Груево) ·
Gourgoulitsa (Гургулица) ·
Kamenets (Каменец) ·
Karamfil (Карамфил) ·
Kontche (Bulgarie) (Конче) ·
Kos (Кос) ·
Kremenets (Кременец) ·
Lalé (Лале) ·
Letovnik (Летовник) ·
Mantchevo (Манчево) ·
Momtchilgrad (Момчилград) ·
Momina salza (Момина сълза) ·
Nanovitsa (Нановица) ·
Neofit Bozvelievo (Неофит Бозвелиево) ·
Obitchnik (Обичник) ·
Pazartsi (Пазарци) ·
Piyavets (Пиявец) ·
Plechintsi (Плешинци) ·
Postnik (Постник) ·
Progres (Bulgarie) (Прогрес) ·
Ptitchar (Птичар) ·
Ralitsa (Ралица) ·
Raven (Равен) ·
Sadovitsa (Садовица) ·
Sédéftché (Седефче) ·
Sedlari (Седлари) ·
Séntsé (Сенце) ·
Sindeltsi (Синделци) ·
Sokolino (Соколино) ·
Svoboda (Свобода) ·
Syartsi (Сярци) ·
Tatoul (Татул) ·
Tchaïka (Чайка) ·
Tchobanka (Чобанка) ·
Tchomakovo (Чомаково) ·
Tchoukovo (Чуково) ·
Varkhari (Върхари) ·
Vrelo (Bulgarie) (Врело) ·
Yunatsi (Юнаци) ·
Zagorsko (Загорско) ·
Zvezdel (Звездел)

### Tchernootchene (obchtina)
L'obchtina de Tchernootchéné groupe 51 villages :
Bakalité (Бакалите) ·
Barza réka (Бърза река) ·
Bedrovo (Бедрово) ·
Beli vir (Бели вир) ·
Besnourka (Беснурка) ·
Bezvodno (Безводно) ·
Bojourtsi (Божурци) ·
Borovsko (Боровско) ·
Bosilitsa (Босилица) ·
Bostantsi (Бостанци) ·
Daskalovo (Даскалово) ·
Douchka (Душка) ·
Draganovo (Драганово) ·
Dyadovsko (Дядовско) ·
Gabrovo (Габрово) ·
Ïontchovo (Йончово) ·
Jéléznik (Железник) ·
Jenda (Женда) ·
Jitnitsa (Житница) ·
Kablechkovo (Каблешково) ·
Kanyak (Каняк) ·
Komouniga (Комунига) ·
Kopitnik (Копитник) ·
Koutsovo (Куцово) ·
Lyaskovo (Лясково) ·
Minzukhar (Минзухар) ·
Mourga (Мурга) ·
Nebeska (Небеска) ·
Notchévo (Ночево) ·
Novi pazar (Нови пазар) ·
Novossélichté (Новоселище) ·
Panitchkovo (Паничково) ·
Patitsa (Патица) ·
Pétélovo (Петелово) ·
Pryaporets (Пряпорец) ·
Ptchélarovo (Пчеларово) ·
Rousalina (Русалина) ·
Sokolité (Соколите) ·
Srédnévo (Среднево) ·
Sredska (Средска) ·
Strajnitsa (Стражница) ·
Svobodinovo (Свободиново) ·
Tcherna niva (Черна нива) ·
Tchernootchéné (Черноочене) ·
Vazel (Възел) ·
Versko (Верско) ·
Vodatch (Водач) ·
Vojdovo (Вождово) ·
Voïnovo (Войново) ·
Yabaltcheni (Ябълчени) ·
Yavorovo (Яворово)